# عبد الله آل شفلوت
عبد الله سعد آل شفلوت مواليد 29 أبريل 2002 في السعودية، هو لاعب كرة قدم سعودي يلعب حالياً لنادي النجوم.

## مسيرة اللاعب
لعب في نادي الرائد ونادي النجمة ونادي النجوم.